# Monastero di Santa Maria di Colonna
Il monastero di Santa Maria di Colonna è un monastero di Trani situato su una penisola detta di "Capo Colonna". Al monastero è attigua una chiesa romanica.

## Storia

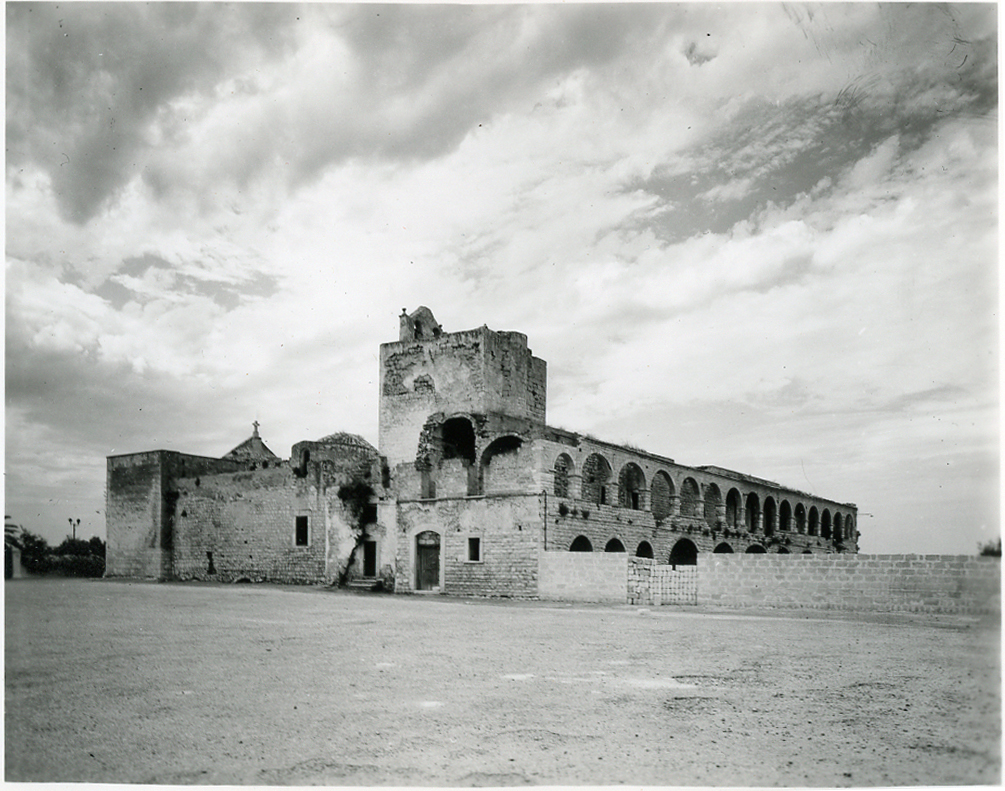
Il monastero di Santa Maria di Colonna in una foto di Paolo Monti del 1970

Secondo la tradizione, il monastero venne fondato nei primi anni dell'XI secolo, dal normanno Goffredo Siniscalco, figlio di Sindolfo. La costruzione della chiesetta romanica è coeva con il monastero, come dimostra l'impianto romanico della pianta.
Il monastero venne affidato ai monaci benedettini dell'abbazia della Santissima Trinità di Cava de Tirreni, che vi rimasero fino al 1427. I monaci vennero tormentati da continui attacchi di pirati saraceni, i quali distrussero più volte le mura del monastero. Anche a causa della minaccia delle incursioni, i benedettini lo abbandonarono e vi subentrarono i francescani osservanti, come sancito da una bolla di papa Martino V.
Tra le numerose incursioni piratesche, senza dubbio la più celebre è quella del 3 maggio 1480, quando venne rubato dai pirati un Crocifisso ligneo: una volta mutilato il naso del Cristo, questo prese a sanguinare e venne gettato in mare. L'evento è ricordato ogni 3 maggio con una processione di pescherecci che dal monastero si portano alla banchina del porto con a bordo il Crocifisso per dar via alla solenne processione patronale.
I francescani vi rimasero sino al 1867, protetti dai duchi  Carafa di Andria, che nel XVIII secolo occupavano stabilmente una parte del loro convento, usufruendone come residenza al mare (nel catasto onciario dell'epoca era descritto come casino delle delizie). 
A causa della confisca dei beni ecclesiastici da parte delle autorità napoleoniche, la proprietà del complesso passò al Comune nel 1801. Il complesso venne inizialmente impiegato come lazzaretto per i malati del colera; in seguito divenne anche sede della Caserma militare e, nel secondo dopoguerra, sfruttato anche come colonia estiva per bambini.

## Descrizione
La chiesa attuale, di stile romanico, fu costruita su un edificio precedente di cui restano elementi scultorei. In facciata è presente un rosone traforato affacciato su un arco a tutto tondo sostenuto da colonnine. L'interno è suddiviso in navate e ospita un altare in oro zecchino, dono dell'arciduca Cosimo III de' Medici in cambio delle spoglie di santo Stefano papa, che qui si veneravano. Il 25 aprile 1991 la chiesa ha ricevuto un portale di bronzo, opera dello scultore Angelo Canevari, di Roma, offerto dal Lions Clubs ("Trani Host" e "Trani G. Rocca").
La parte claustrale del complesso ha subito diversi rimaneggiamenti, conservando solo alcuni degli elementi caratteristici originari. Il chiostro del monastero, proprietà del comune di Trani, ha ospitato negli ultimi anni manifestazioni a carattere culturale, come mostre artistiche e convegni.

### Ritrovamenti archeologici
Diversi scavi negli ultimi anni effettuati nella penisola che ospita il Monastero hanno portato alla luce diversi rinvenimenti appartenenti alla civiltà degli Iapigi, diffusi nell'Italia meridionale durante la prima età del ferro (IX-VIII secolo a.C.). Nella zona sudorientale della penisola sono stati ritrovati resti di strutture murarie in calcare: esse delimitano un'area coperta, con il piano di calpestio in terra pressata. Su questo piano sono stati rinvenuti diversi pezzi di ceramica geometrica iapigia, costituita da un impasto bruno e nero lucido.
Nel corso degli scavi sono state rinvenute anche due sepolture di particolare interesse: le sepolture sono costituite da fosse con pareti rivestite di lastre calcaree. Nella prima tomba vi erano tumulati insieme tre individui, due in posizione supina e il terzo compresso nella metà superiore della sepoltura, in parte sovrapposto ai primi due. Su ogni salma era addossato un masso, collocato al momento della sepoltura insieme al terreno di colmatura della fossa. Le stesse caratteristiche sono state riscontrate anche nella seconda sepoltura, dove è stato ritrovato però un solo corpo, deposto in posizione prona con gli arti inferiori fortemente contratti.
Il rituale di sepoltura rappresenta un unicum nell'area italiana, a differenza del mondo greco dove questi particolari rituali erano molto diffusi e riservati ad individui indesiderati dalle comunità, al fine di scongiurarne l'eventuale ritorno nel mondo dei vivi. Il rituale è stato associato a fenomeni di vampirismo, ovvero alla presenza di malattie che avevano come sintomi manifestazioni di sangue, come tubercolosi e porfiria, ignote e sconcertanti per l'epoca.

## Galleria d'immagini

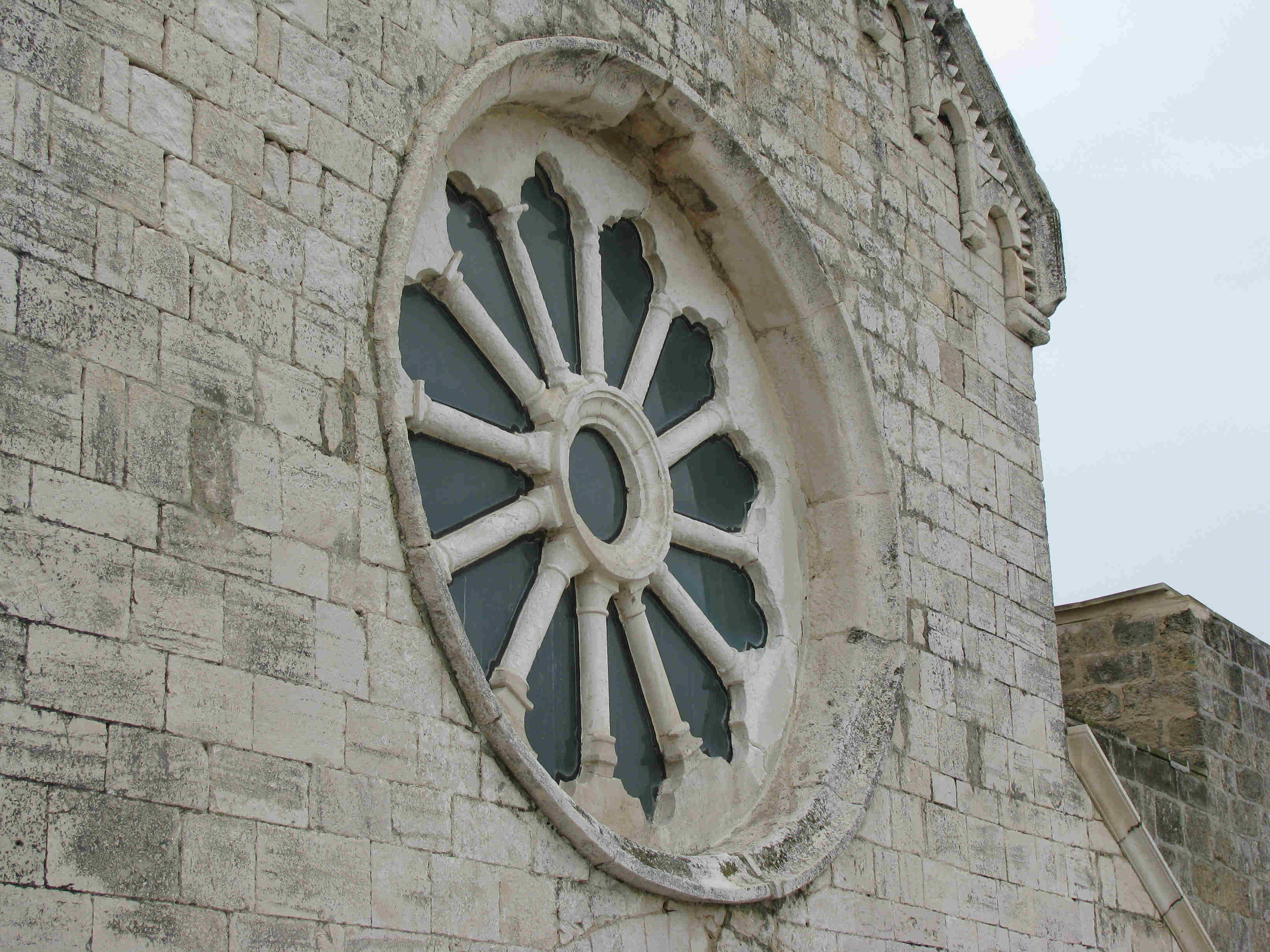
Rosone del Monastero di Colonna
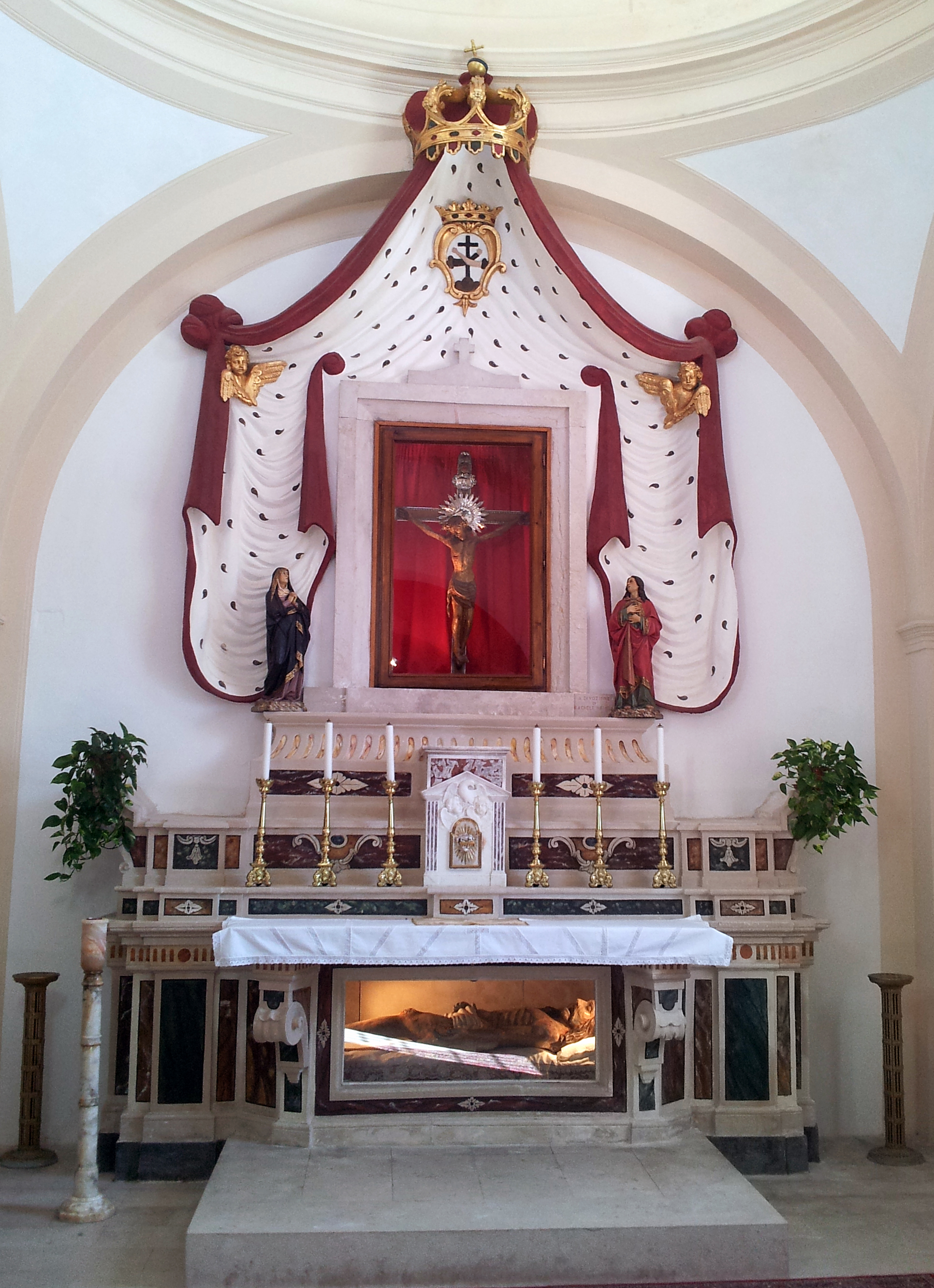
Altare Crocifisso di colonna
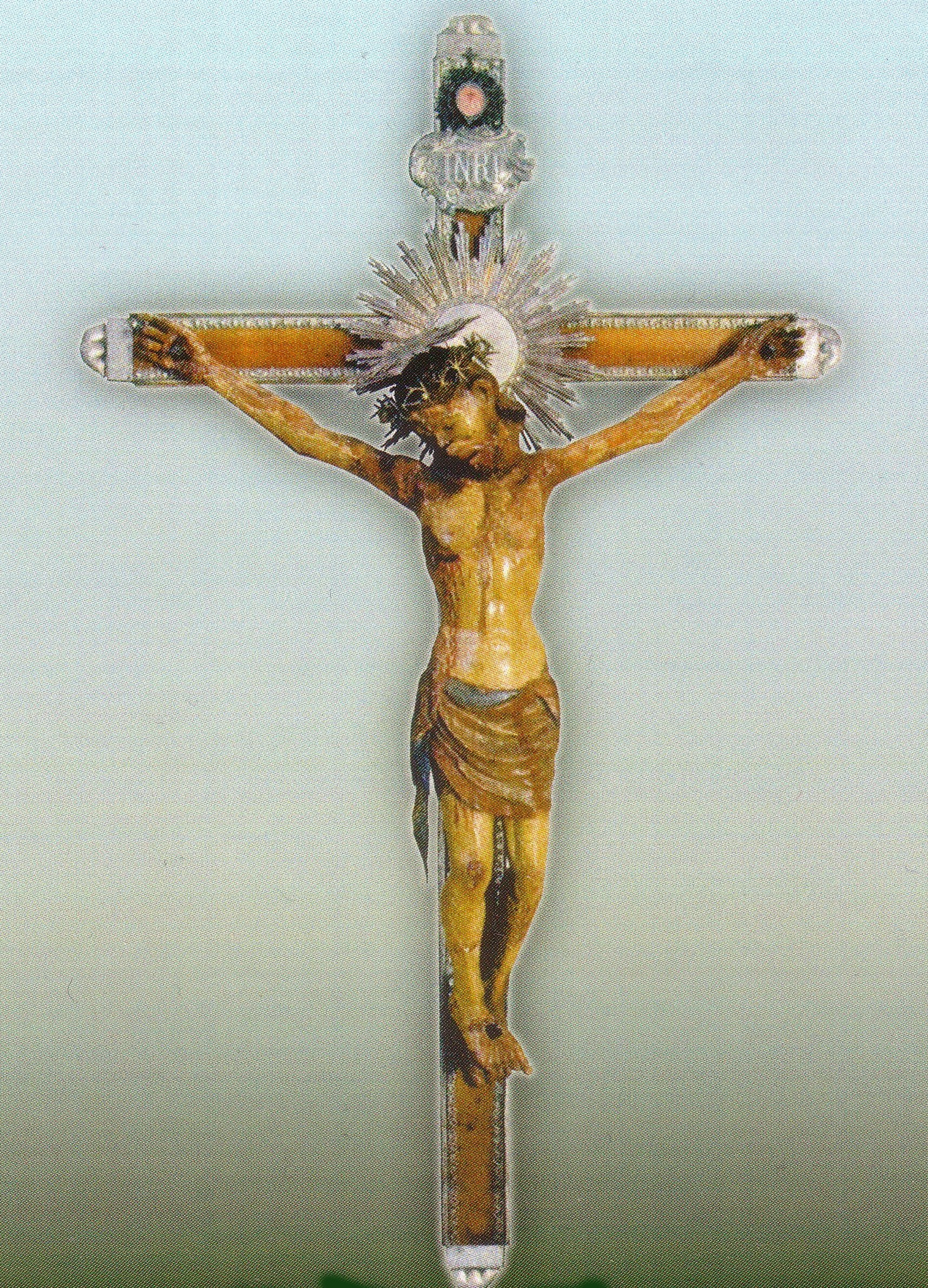
Crocifisso di Colonna
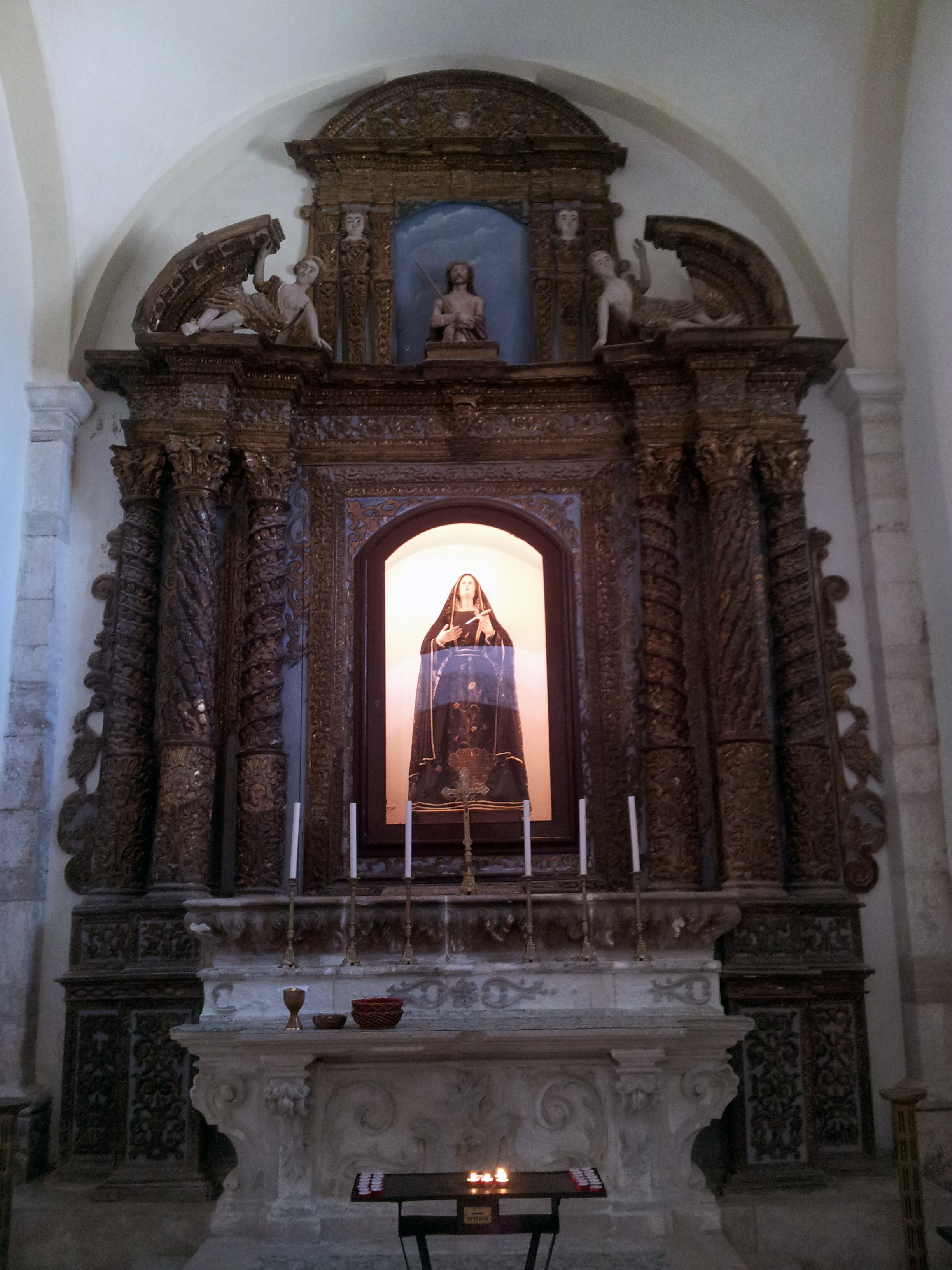
altare della navata laterale dell'Addolorata
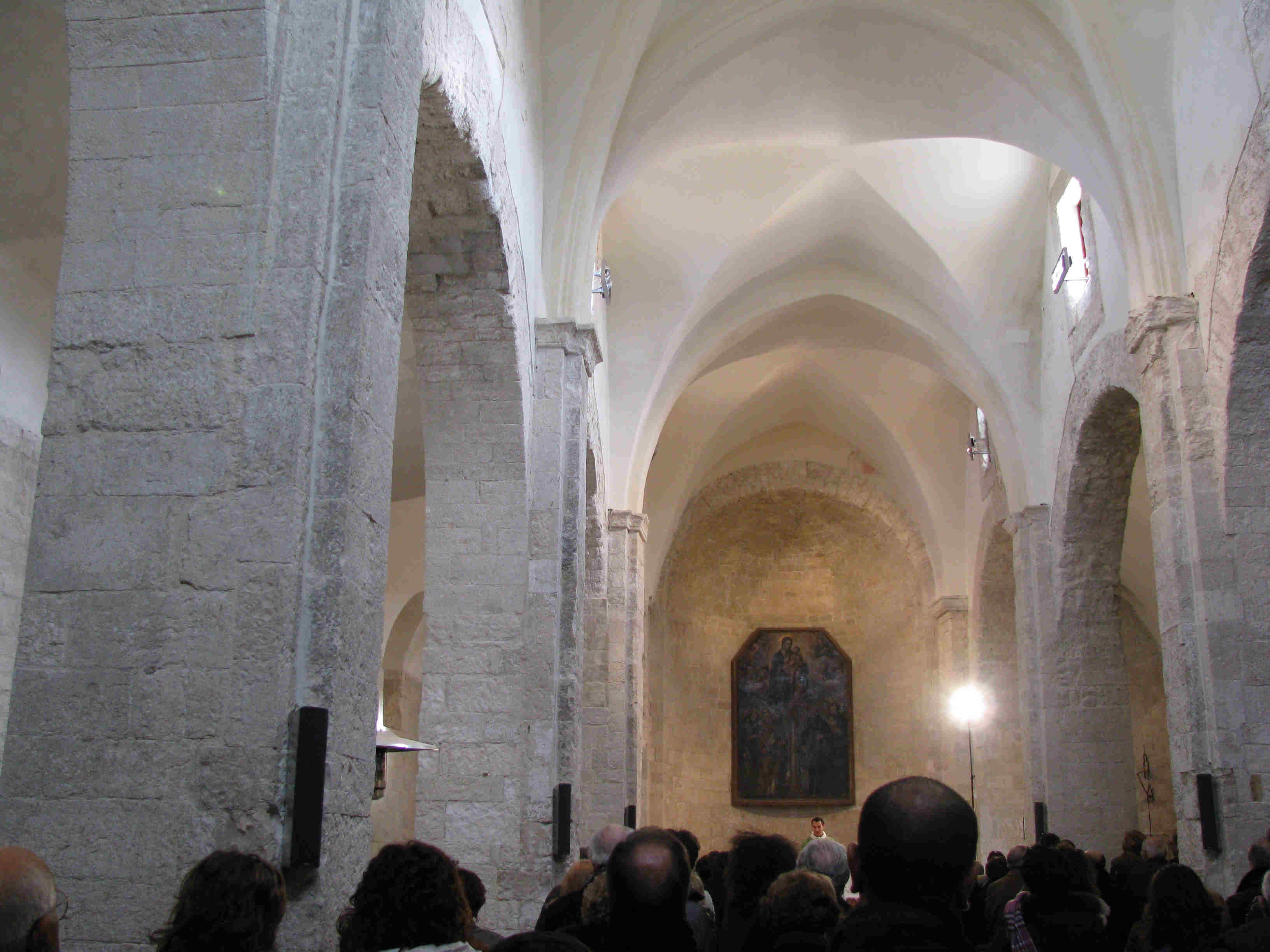
Vista interna del Monastero di Colonna
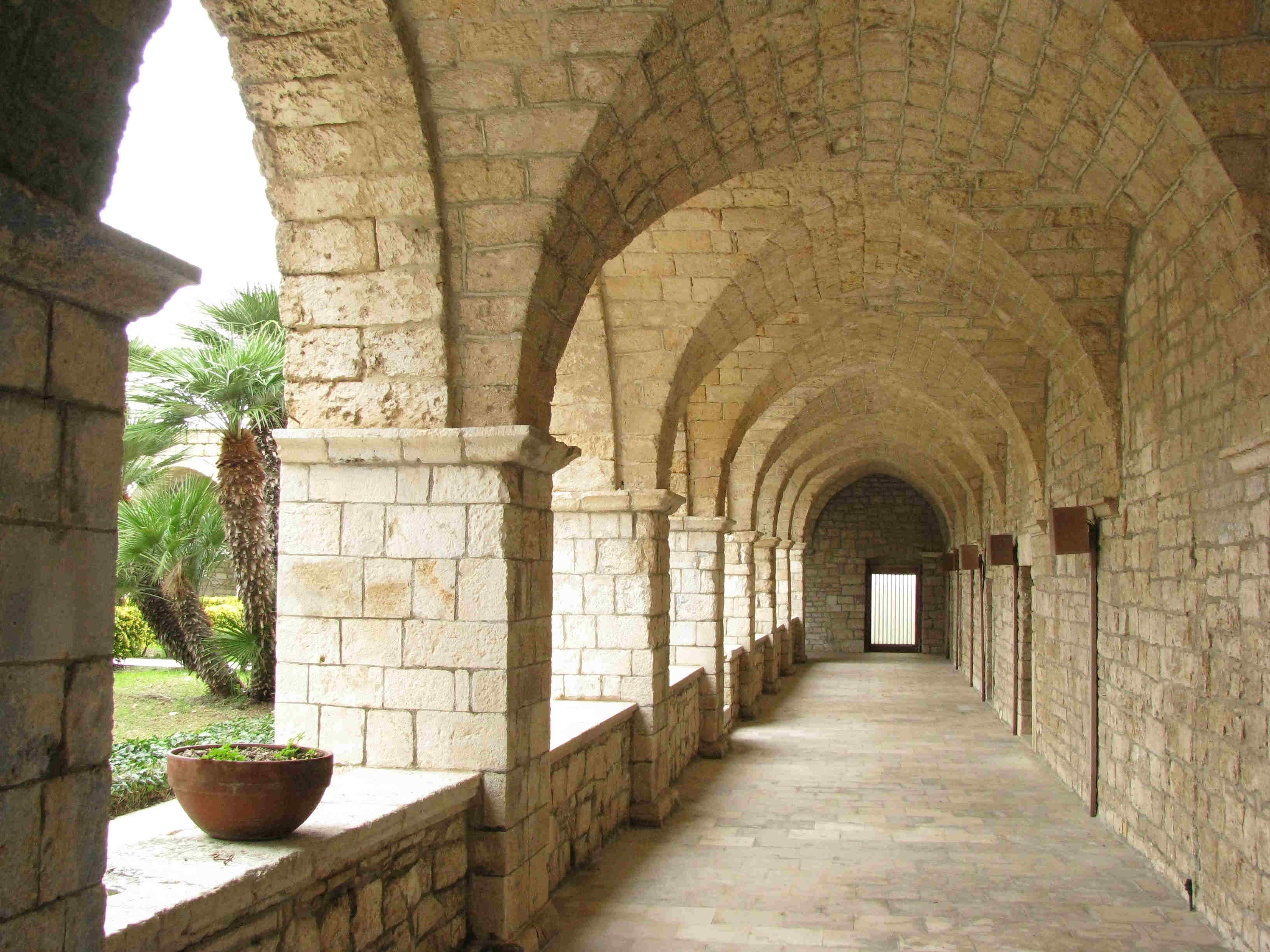
Vista interna del Chiostro del Monastero di Colonna
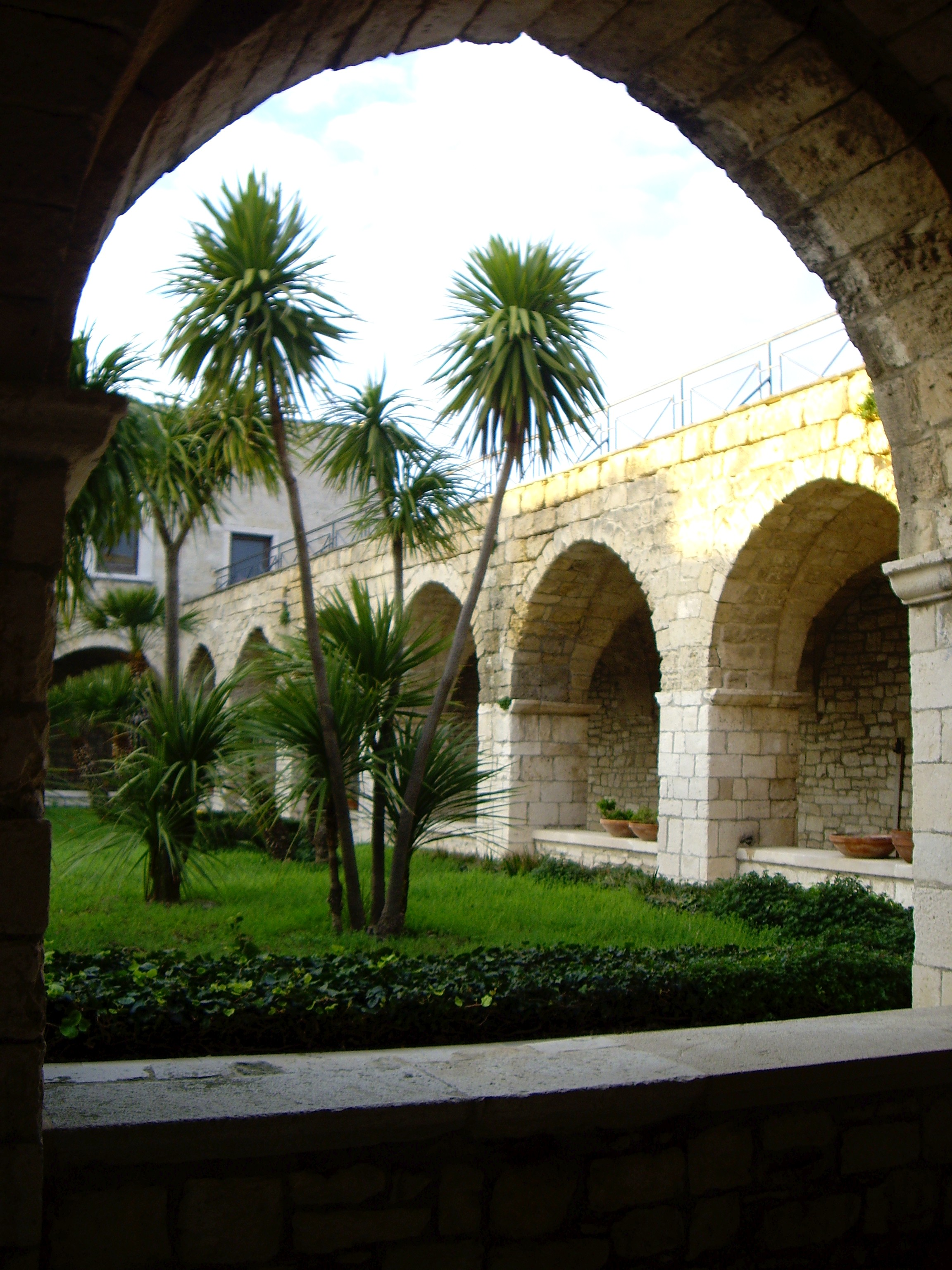
Chiostro del monastero